# Südberge
Die Südberge sind ein bis 164 Meter hohes Mittelgebirge im Süden der Fildes-Halbinsel von King George Island, der größten der Südlichen Shetlandinseln.
Das Gebirge nimmt die südliche Hälfte der Halbinsel ein, wobei es im Nordwesten durch die Nordwestplattform von der Küste getrennt ist. Von der Nordwestplattform und der Zentralpassage ist es durch steile Flanken abgesetzt.
Im Rahmen zweier deutscher Forschungsreisen zur Fildes-Halbinsel in den Jahren 1981/82 und 1983/84 unter der Leitung von Dietrich Barsch (1936–2018; Geographisches Institut der Universität Heidelberg) und Gerhard Stäblein (1939–1993; Geomorphologisches Laboratorium der Freien Universität Berlin) wurde das Gebirge zusammen mit zahlreichen weiteren bis dahin unbenannten geographischen Objekten der Fildes-Halbinsel neu benannt und dem Wissenschaftlichen Ausschuss für Antarktisforschung (Scientific Committee on Antarctic Research, SCAR) gemeldet.

## Berge, Seen und Bäche
Im Norden ragen der Büdelberg (131 m) am Steilabfall zur Nordwestplattform, der Fossil Hill (107 m) und an der Küste der Ardley Cove die Cross Mesa (40 m) auf; im Westen befindet sich die mit 164 Metern höchste Erhebung, der Horatio Stump; markante Erhebungen in der Mitte des Gebirges sind Trollberg und Clement Hill (135 m), und im Süden nahe der Fildes Strait wurden Biyu Shan (113 m) und Guibei Shan von Forschern der Große-Mauer-Station benannt.
Der nur 17 Meter hohe Qixiang Shan befindet sich auf dem Gelände der Station, an der Küste der Hydrographers Cove.
Im Osten entwässern Long Lake (über den Hydrographenbach), Petrel Lake (über den Sturmvogelbach), Gaoshan Lake und Yanou Lake in Richtung Hydrographers Cove;
in diese Bucht fließen auch der Windbach – dessen Tal, das Saunders Valley, über die Südpassage mit der Nordwestplattform verbunden ist –, der Nebelbach und der Flechtenbach.
Im Südwesten entwässert der Geographensee über den Geographenbach zur Geographers Cove und der Jurasee über den Jurabach zur Fildes Strait, in deren Nähe auch der Belén Lake liegt.